# 犁頭洲
犁頭洲，又寫為犁頭州，是臺灣桃園市新屋區的一個傳統地域名稱，位於該區東部。相較於今日行政區，其範圍大致與頭洲里相近。

## 歷史
台灣清治末期至日治初期，犁頭洲地區為一街庄，稱為「犁頭州庄」，隸屬於竹北二堡。該庄西北與上青埔庄為鄰，北與苦練腳庄為鄰，東北與過嶺庄為鄰，東南邊為高山頂庄，西南邊為上田心仔庄，西邊為九斗庄。
1901年（日治明治三十四年）11月，全台廢縣廳改設二十廳，該庄隸屬於桃仔園廳。1903年（明治三十六年），改名桃園廳。1909年（明治四十二年）10月，合併二十廳為十二廳，該庄隸屬不變。1920年（大正九年），廢十二廳改設五州二廳，該庄改制為「犁頭洲」大字，隸屬於新竹州中壢郡新屋庄，大字下有「犁頭洲」、「青草坡」小字名。
戰後新屋庄改制為新屋鄉，隸屬於新竹縣，大字亦改制為村。1950年桃、竹、苗分治，新屋鄉改隸屬於桃園縣。2014年12月，桃園縣升格為直轄桃園市，新屋鄉改制為新屋區，村亦改制為里。

## 聚落
本地區主要的聚落有犁頭州、青草坡等，在日治期初期的官方地圖上已有記載。此外，本地區尚有富九、高榮等聚落。

## 交通
省道台66線為於東西向快速道路系統「東西向快速公路－觀音大溪線」，大致以西北—東南走向轉西北西—東南東蜿蜒經過犁頭洲地區中部，並於省道台31線交會處設有 新屋一交流道。由該道路向西北可前往觀音大潭以連接省道台61線（西部濱海快速道路），向東南東可前往平鎮、大溪南興接縣道112甲線以前往國道3號的大溪交流道。
省道台31線又稱「高鐵橋下桃園段道路」，是蘆竹至湖口與高鐵並行的平面幹道，大致以東北—西南走向經過本地區東南部，向東北可前往中壢、大園、蘆竹的高鐵沿線各地，向西南可前往楊梅、湖口的高鐵沿線各地。
市道114號（中山東路二段、民族路六段）是新屋永安漁港至板橋的道路，大致以西北—東南走向轉西南西—東北東走向再轉西北—東南走向經過本地區北部地區及東北部邊界地帶後轉向東北東出境。由該道路向西北轉西北西可前往新屋市區、下田心子、崁頭厝的永安漁港，向東北東轉東可前往中壢、鶯歌、板橋等地。
區道桃79線（梅高路三段）是犁頭洲至楊梅的道路，其北側端點位於本地區北部市道114號路口。由此向南轉南南東至邊界處，再轉南南西出境後可前往高山頂西部、楊梅市區並止於市道115號路口。
區道桃81線（梅高路三段）是犁頭洲至老飯店的道路，其北側端點位於本地區中部區道桃79線路口。由此向南南西出境後轉向西南，可前往上田心子並止於老飯店東北側的市道115號路口。
區道桃102線（長祥路、高上路二段）是九斗至高榮的道路，大致以西北西—東南東走向轉西北—東南走向經過本地區西南部邊界地帶。由該道路向西北西可前往九斗西北部並止於市道115號路口，向東南可前往戲棚跡，再轉東北可前往東高山頂，再轉西北後轉北可前往北高山頂並止於市道114號路口。

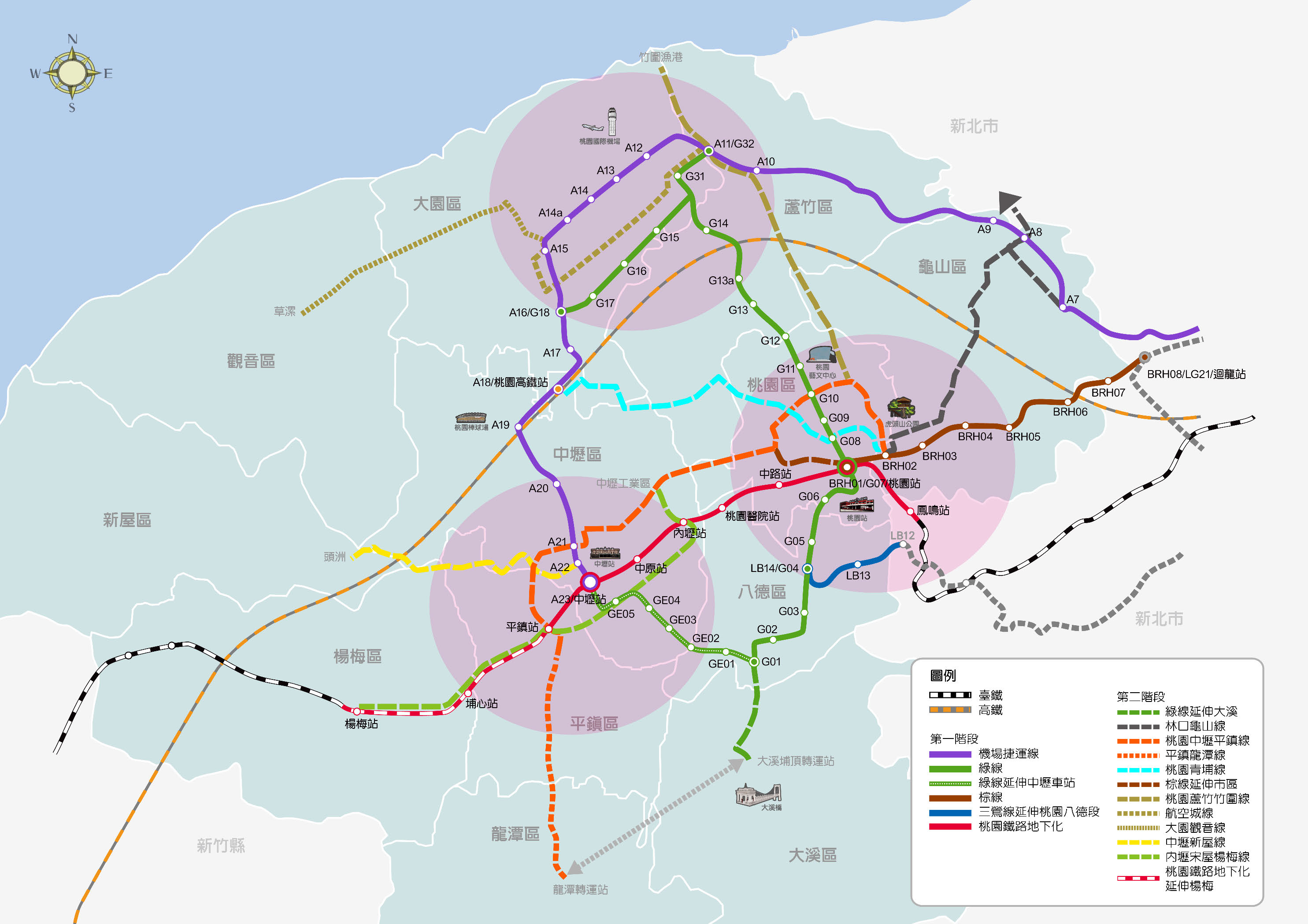
桃園捷運路網2.0

桃園捷運中壢新屋線以輕軌系統規劃從桃園機場捷運A22老街溪站經過嶺至頭洲。

## 學校
- 文小二：頭洲國小，佔地2.13公頃
- 文中二：新屋區棒壘球場，佔地2.15公頃

## 頭洲科技園區
新屋頭洲科技園區位於台66線與台31線交會的新屋一交流道附近，北臨梅高路三段，東臨梅高路二段，南臨高上路二段，西臨高鐵南路七段，佔地30‧94公頃。
規劃有電子零組件、機械設備、倉儲等產業，預定2026-2027年開發完成。 

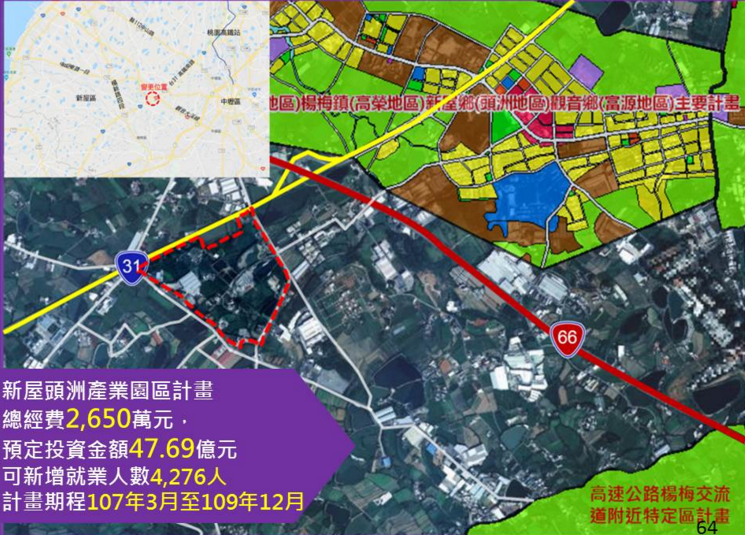
紅色虛線包圍處為新屋頭洲產業園區預定地

## 頭洲魅力公園
位於「青田路至梅高路間台66線快速道路橋下空間」。